# 죽창
죽창, 밤부 룬칭(bambu runcing) 또는 프링 란칩(prìng lancìp, 문자적으로 "뾰족한 대나무"를 의미)은 뾰족하게 깎은 대나무로 만든 전통적인 창이다.

## 역사
15세기 마자파힛 제국 시기, 죽창 싸움은 자와섬에서 행해졌다. 이 싸움은 탁 트인 들판에서 왕과 왕비 앞에서 치러졌다. 양쪽은 죽창을 든 한 남자를 우두머리로 하고, 그의 아내와 하인들이 동반했다. 아내들은 길이가 약 1m인 나무 막대기를 들고 있었다. 북소리에 맞춰 두 남자는 죽창으로 세 차례 싸웠다. 아내들이 "라락, 라락"(이는 자와어로 후퇴를 의미한다)을 외치기 시작하면 싸움도 잠시 중단되었다. 남자 중 한 명이 찔려 죽는 경우, 왕은 승자에게 죽은 자의 가족에게 보상하도록 명령했지만, 죽은 자의 아내는 승자의 것이 되었다.
인도네시아 독립 전쟁 중 무기 부족으로 인해 인도네시아인들은 다시 대나무에 의존해야 했다. 죽창은 현대 인도네시아 역사에서 잘 알려진 무기가 되었다. 이 무기는 인도네시아인들이 네덜란드 식민지배자들에 대한 저항 수단으로 사용되었다. 오늘날 죽창의 상징은 인도네시아의 여러 지역에서 독립 달성을 위한 용기와 희생을 상징하기 위해 널리 사용되고 있다.
파라칸의 K. H. 수브치, 테망궁은 비공식적으로 죽창 장군(Jenderal Bambu Runcing)이라는 칭호를 받았다. 그는 나중에 죽창 전선(Barisan Bambu Runcing)으로 알려진 테망궁 무슬림 전선(Barisan Muslimin Temanggung)의 고문이었다.